# Краснознаменка (Курганская область)
Краснознаменка — деревня в Звериноголовском районе Курганской области. Входит в состав Круглянского сельсовета.

## География
Расположена на правом берегу реки Алабуга, в 12 км к северо-востоку от центра сельского поселения села Круглое.

## Население
| 1989 | 2002 | 2010 |
| ---- | ---- | ---- |
| 27   | →27  | ↘25  |